# Campeonato Mundial de Natação em Piscina Curta de 2012 - 100 m peito masculino
A prova dos 100 metros nado peito masculino do Campeonato Mundial de Natação em Piscina Curta de 2012 foi disputado entre 12 e 13 de dezembro em Istambul  na Turquia.

## Recordes
Antes desta competição, os recordes mundiais e do campeonato nesta prova eram os seguintes:
|    | Nome                  | Nacionalidade | Tempo | Local  | Data                   |
| -- | --------------------- | ------------- | ----- | ------ | ---------------------- |
| WR | Cameron van der Burgh | África do Sul | 55.61 | Berlim | 15 de novembro de 2009 |
| CR | Cameron van der Burgh | África do Sul | 56.80 | Dubai  | 16 de dezembro de 2010 |

## Medalhistas
| Ouro                 | Prata                | Bronze             |
| Fabio Scozzoli (ITA) | Damir Dugonjič (SLO) | Kevin Cordes (USA) |

## Resultados

### Eliminatórias
As eliminatórias ocorreram dia 12 de dezembro.
| Colocação | Bateria | Raia | Nome                                | Tempo   | Notas |
| --------- | ------- | ---- | ----------------------------------- | ------- | ----- |
| 1         | 7       | 6    | Kevin Cordes (USA)                  | 57.66   | Q     |
| 2         | 10      | 3    | Marco Koch (GER)                    | 58.10   | Q     |
| 3         | 10      | 4    | Fabio Scozzoli (ITA)                | 58.16   | Q     |
| 4         | 9       | 5    | Mihail Alexandrov (USA)             | 58.35   | Q     |
| 5         | 9       | 3    | João Gomes Jr. (BRA)                | 58.43   | Q     |
| 5         | 9       | 2    | Koichiro Okazaki (JPN)              | 58.43   | Q     |
| 7         | 8       | 5    | Viatcheslav Sinkevich (RUS)         | 58.49   | Q     |
| 7         | 9       | 6    | Ihor Borysyk (UKR)                  | 58.49   | Q     |
| 9         | 8       | 3    | Akihiro Yamaguchi (JPN)             | 58.53   | Q     |
| 10        | 9       | 4    | Damir Dugonjič (SLO)                | 58.54   | Q     |
| 11        | 10      | 6    | Felipe Lima (BRA)                   | 58.59   | Q     |
| 12        | 10      | 2    | Michael Jamieson (GBR)              | 58.61   | Q     |
| 13        | 8       | 4    | Martti Aljand (EST)                 | 58.71   | Q     |
| 14        | 10      | 7    | Mattia Pesce (ITA)                  | 58.86   | Q     |
| 15        | 10      | 5    | Anton Lobanov (RUS)                 | 58.99   | Q     |
| 16        | 8       | 7    | Simon Sjödin (SWE)                  | 59.03   | Q     |
| 17        | 9       | 0    | Giulio Zorzi (RSA)                  | 59.09   |       |
| 18        | 8       | 2    | Craig Benson (GBR)                  | 59.11   |       |
| 18        | 10      | 1    | Li Xiayan (CHN)                     | 59.11   |       |
| 20        | 8       | 1    | Valeriy Dymo (UKR)                  | 59.19   |       |
| 21        | 8       | 6    | Eetu Karvonen (FIN)                 | 59.33   |       |
| 22        | 7       | 3    | Abraham McLeod (TRI)                | 59.35   |       |
| 23        | 9       | 1    | Giedrius Titenis (LTU)              | 59.40   |       |
| 24        | 6       | 5    | Gal Nevo (ISR)                      | 59.46   | NR    |
| 25        | 9       | 7    | Tomáš Klobučník (SVK)               | 59.48   |       |
| 26        | 10      | 8    | Petr Bartůněk (CZE)                 | 59.57   |       |
| 27        | 9       | 8    | Laurent Carnol (LUX)                | 59.60   | NR    |
| 28        | 1       | 5    | Edgar Crespo (PAN)                  | 59.68   |       |
| 29        | 5       | 2    | Barry Murphy (IRL)                  | 59.69   |       |
| 30        | 8       | 9    | Jorge Mario Murillo (COL)           | 59.76   |       |
| 31        | 7       | 2    | Chris Christensen (DEN)             | 59.82   |       |
| 32        | 6       | 1    | Anton Sveinn McKee (ISL)            | 59.85   |       |
| 33        | 7       | 4    | Vaidotas Blažys (LTU)               | 1:00.26 |       |
| 34        | 1       | 8    | Andrew Poznikoff (CAN)              | 1:00.27 |       |
| 35        | 6       | 8    | Choi Kyu-Woong (KOR)                | 1:00.28 |       |
| 36        | 8       | 8    | Filipp Provorkov (EST)              | 1:00.29 |       |
| 37        | 10      | 0    | Viktar Vabishchevich (BLR)          | 1:00.38 |       |
| 38        | 6       | 6    | Warren Barnes (CAN)                 | 1:00.43 |       |
| 39        | 1       | 0    | Roman Trussov (KAZ)                 | 1:00.50 |       |
| 40        | 1       | 2    | Huang Yunkun (CHN)                  | 1:00.64 |       |
| 41        | 7       | 0    | Uldis Tazans (LAT)                  | 1:00.68 | NR    |
| 42        | 7       | 5    | Christian Schurr Voight (MEX)       | 1:00.79 |       |
| 43        | 8       | 0    | Malick Fall (SEN)                   | 1:00.97 |       |
| 44        | 6       | 4    | Eladio Carrion (PUR)                | 1:01.04 |       |
| 45        | 6       | 2    | Dmitrii Aleksandrov (KGZ)           | 1:01.06 |       |
| 46        | 7       | 8    | Martin Melconian (URU)              | 1:01.15 |       |
| 47        | 10      | 9    | Emil Tahirovič (SLO)                | 1:01.17 |       |
| 48        | 7       | 7    | Indra Gunawan (INA)                 | 1:01.22 |       |
| 49        | 5       | 5    | Taki M'Rabet (TUN)                  | 1:01.35 |       |
| 50        | 9       | 9    | Mustafa Kacmaz (TUR)                | 1:01.36 |       |
| 51        | 7       | 9    | Ömer Arslanoğlu (TUR)               | 1:01.49 |       |
| 52        | 7       | 1    | Lionel Khoo (SIN)                   | 1:01.67 |       |
| 53        | 1       | 4    | Dmitriy Balandin (KAZ)              | 1:01.74 |       |
| 54        | 6       | 3    | Nikolajs Maskalenko (LAT)           | 1:01.80 |       |
| 55        | 1       | 6    | Joshua Hall (PHI)                   | 1:02.55 |       |
| 56        | 5       | 1    | Jordy Groters (ARU)                 | 1:02.98 |       |
| 57        | 2       | 9    | Abdulrahman Albader (KUW)           | 1:03.28 |       |
| 58        | 6       | 7    | Genaro Prono (PAR)                  | 1:03.31 |       |
| 59        | 6       | 0    | Chao Man Hou (MAC)                  | 1:03.33 |       |
| 60        | 5       | 7    | Damir Davletbaev (KGZ)              | 1:03.37 |       |
| 61        | 5       | 6    | Agnishwar Jayaprakash (IND)         | 1:03.55 |       |
| 62        | 3       | 2    | Andrew Rutherfurd (BOL)             | 1:03.74 | NR    |
| 63        | 5       | 4    | Enrique Duran Garcia-Bedoya (PER)   | 1:03.94 |       |
| 64        | 4       | 2    | Lefkios Xanthou (CYP)               | 1:04.11 |       |
| 65        | 5       | 3    | Andrea Agius (MLT)                  | 1:04.27 |       |
| 66        | 4       | 5    | Damjan Petrovski (MKD)              | 1:04.37 |       |
| 67        | 5       | 8    | Josue Dominguez Ramos (DOM)         | 1:04.40 | NR    |
| 68        | 4       | 9    | José Montoya (CRC)                  | 1:04.43 |       |
| 69        | 6       | 9    | Mbeh Tanji (CMR)                    | 1:04.97 |       |
| 70        | 4       | 0    | Eliebenezer San Jose Wong (MNP)     | 1:05.03 |       |
| 71        | 3       | 6    | Colin Bensadon (GIB)                | 1:05.94 |       |
| 72        | 4       | 6    | Darren Chan Chin Wah (MRI)          | 1:06.06 |       |
| 73        | 5       | 9    | Shafee Mohamed (UAE)                | 1:06.47 |       |
| 74        | 4       | 3    | Andrea M. Agius (MLT)               | 1:07.27 |       |
| 75        | 2       | 4    | Ruslan Nazarov (TJK)                | 1:08.17 |       |
| 76        | 5       | 0    | Abdoul Khadre Mbaye Niane (SEN)     | 1:08.49 |       |
| 77        | 4       | 7    | Neil Himanshu Contractor (IND)      | 1:09.01 |       |
| 78        | 2       | 5    | Kensuke Kimura (MNP)                | 1:09.22 |       |
| 79        | 3       | 3    | Tory Michael Pragassa (KEN)         | 1:09.36 |       |
| 80        | 2       | 3    | Julien Brice (LCA)                  | 1:10.16 |       |
| 81        | 3       | 9    | Walid Daloul (QAT)                  | 1:10.24 |       |
| 82        | 3       | 8    | Pierre Andre Adam (SEY)             | 1:10.33 |       |
| 83        | 4       | 8    | Johnny Rivera (GUM)                 | 1:10.37 |       |
| 84        | 3       | 7    | John Paul Llanelo (GIB)             | 1:10.60 |       |
| 85        | 3       | 1    | C. Andrews (COK)                    | 1:10.85 |       |
| 86        | 2       | 6    | Hassan Ashraf (MDV)                 | 1:12.81 |       |
| 87        | 3       | 0    | Abdulla Al-Yehari (QAT)             | 1:14.54 |       |
| 88        | 4       | 4    | Aziz Chaudhry Abdul (PAK)           | 1:14.61 |       |
| 89        | 1       | 1    | Kgosietsile Molefinyane (BOT)       | 1:15.01 |       |
| 90        | 2       | 2    | Brandon Schuster (SAM)              | 1:16.49 |       |
| 91        | 1       | 9    | Mohamed Cheick Camara (GUI)         | 1:17.00 |       |
| 92        | 1       | 7    | Adam David Kitururu (TAN)           | 1:17.56 |       |
| 93        | 2       | 0    | Ablam Hodadje Awoussou (TAN)        | 1:25.70 |       |
| 94        | 2       | 1    | Nikolas Sylvester (VIN)             | 1:28.98 |       |
| 95        | 2       | 8    | Storm Halbich (VIN)                 | 1:30.24 |       |
| 96        | 2       | 7    | Jamal Tamasese (SAM)                | DSQ     |       |
| 96        | 3       | 4    | Muhammad Isa Ahmad (BRU)            | DSQ     |       |
| 96        | 3       | 5    | Ben Moussa Abdulkadry Djinguy (CMR) | DSQ     |       |
| 97        | 1       | 3    | Miguel Ferreira (VEN)               | DNS     |       |
| 97        | 4       | 1    | João Aguiar (ANG)                   | DNS     |       |

### Semifinal
A semifinal  ocorreu dia 12 de dezembro.
| Colocação | Bateria | Raia | Nome                  | Nacionalidade  | Tempo | Notas |
| --------- | ------- | ---- | --------------------- | -------------- | ----- | ----- |
| 1         | 2       | 5    | Fabio Scozzoli        | Itália         | 57.66 | Q     |
| 2         | 2       | 1    | Martti Aljand         | Estónia        | 57.82 | Q     |
| 3         | 2       | 6    | Viatcheslav Sinkevich | Rússia         | 57.83 | Q     |
| 4         | 2       | 4    | Kevin Cordes          | Estados Unidos | 57.92 | Q     |
| 5         | 2       | 7    | Felipe Lima           | Brasil         | 58.05 | Q     |
| 6         | 2       | 2    | Akihiro Yamaguchi     | Japão          | 58.15 | Q     |
| 7         | 1       | 2    | Damir Dugonjič        | Eslovênia      | 58.18 | Q     |
| 8         | 1       | 5    | Mihail Alexandrov     | Estados Unidos | 58.35 | Q     |
| 9         | 1       | 4    | Marco Koch            | Alemanha       | 58.43 |       |
| 10        | 1       | 6    | Ihor Borysyk          | Ucrânia        | 58.44 |       |
| 11        | 2       | 3    | João Gomes Jr.        | Brasil         | 58.51 |       |
| 12        | 1       | 7    | Michael Jamieson      | Reino Unido    | 58.56 |       |
| 13        | 1       | 1    | Mattia Pesce          | Itália         | 58.69 |       |
| 14        | 1       | 3    | Koichiro Okazaki      | Japão          | 58.78 |       |
| 15        | 2       | 8    | Anton Lobanov         | Rússia         | 59.13 |       |
| 16        | 1       | 8    | Simon Sjödin          | Suécia         | DSQ   |       |

### Final
A final teve sua disputa realizada em 13 de dezembro.
| Colocação         | Raia | Nome                  | Nacionalidade  | Tempo | Notas |
| ----------------- | ---- | --------------------- | -------------- | ----- | ----- |
| Medalha de ouro   | 4    | Fabio Scozzoli        | Itália         | 57.10 |       |
| Medalha de prata  | 1    | Damir Dugonjič        | Eslovénia      | 57.32 |       |
| Medalha de bronze | 6    | Kevin Cordes          | Estados Unidos | 57.83 |       |
| 4                 | 5    | Martti Aljand         | Estónia        | 57.85 |       |
| 5                 | 8    | Mihail Alexandrov     | Estados Unidos | 57.86 |       |
| 6                 | 3    | Viatcheslav Sinkevich | Rússia         | 57.88 |       |
| 7                 | 7    | Akihiro Yamaguchi     | Japão          | 58.26 |       |
| 8                 | 2    | Felipe Lima           | Brasil         | 58.73 |       |

Legenda
| Recorde mundial       | Recorde mundial (World record)               |                       | Recorde africano                      | Recorde africano (African) |                                           | Q | Classificado por posição (Qualified) |
| Recorde do campeonato | Recorde do campeonato (Championship record)  | Recorde da América    | Recorde da América (Americas)         | q                          | Classificado por melhor tempo (Qualified) |   |                                      |
| Melhor marca do ano   | Melhor marca do ano (World leading)          | Recorde asiático      | Recorde asiático (Asian)              | DNS                        | Não largou (Did not start)                |   |                                      |
| Recorde nacional      | Recorde nacional (National record)           | Recorde europeu       | Recorde europeu (European)            | DNF                        | Não terminou (Did not finish)             |   |                                      |
| Recorde pessoal       | Recorde pessoal do atleta (Personal best)    | Recorde da Oceania    | Recorde da Oceania (Oceania)          | DSQ / DQ                   | Desclassificado (Disqualified)            |   |                                      |
| Recorde da temporada  | Recorde da temporada do atleta (Season best) | Recorde sul-americano | Recorde sul-americano (South America) | NM                         | Sem marca (No mark)                       |   |                                      |